# Kalisto Entertainment
Pour les articles homonymes, voir Kalisto.
Kalisto Entertainment (anciennement Atreid Concept) était une société française de développement de jeux vidéo créée en 1990 par Nicolas Gaume,

## Historique
Nicolas Gaume crée en 1990, à 19 ans, la société, sous le nom d'Atreid Concept. L'entreprise bordelaise connait ses premiers succès en adaptant sur Macintosh des jeux tel que Pick'n Pile pour Ubisoft ou Power Monger pour Electronic Arts.
En 1992, elle se lance dans la création de jeux originaux sous la marque Kalisto. Les investissements sont lourds et c'est grâce au financement d'Apple qu'elle va pouvoir produire The Tinies, Cogito, SCOut, BreakLine ou encore Fury of the Furries. Ces jeux sont réalisés pour les ordinateurs Macintosh mais aussi PC, Atari ST et Commodore Amiga. En 1994, Namco confie à Kalisto la réalisation du nouvel opus de sa franchise, Pac Man, sur la console Super Nintendo. Ce jeu vidéo, Pac-In-Time, marque les débuts du développeur dans le monde de la console et aussi un de ses premiers best sellers mondiaux, avec plus de 500 000 exemplaires vendus.
Intéressé à renforcer sa présence dans le jeu vidéo, le groupe Pearson entre dans le capital de la société en 1995 via sa filiale Mindscape. Atreid Concept prend le nom de Mindscape Bordeaux et commercialise le premier jeu pour Windows 95, Al Unser Junior Racing. Promu par Microsoft, le jeu sera diffusé à plus d'un million d'exemplaires.
L'adossement à groupe Pearson permet de financer les nouveaux jeux du développeur et l'entreprise grandit à plus de cent salariés.
Redevenue indépendante en 1996 à la suite des changements de stratégie de Pearson, Kalisto sort en 1997 des titres tels que Dark Earth et Ultim@te Race Pro avec l'éditeur Microprose et Nightmare Creatures pour PlayStation directement édité par Sony en Europe et au Japon. Nightmare Creatures se vend à plus de deux millions d'exemplaires.
En 1998, Kalisto produit avec la Gaumont Le Cinquième Élément qui est commercialisé par Sony, 4 Wheel Thunder sur console Sega Dreamcast édité par Midway, et travaille sur le deuxième opus de son jeu Dark Earth avec l'éditeur japonais Squaresoft.

### À partir de 1999 (entrée en bourse)
Kalisto entre en bourse au nouveau marché au moment de la bulle Internet en 1999. Cette année-là, le développeur approche les 20 millions d'euros de chiffre d'affaires et, comme les années précédentes, affiche un résultat net de plus de 10 millions d'euros.
Poussée par la bourse, Kalisto ambitionne de devenir le plus grand développeur mondial indépendant.
Pour cela, la société lance de nombreuses nouvelles productions pour les nouvelles consoles PlayStation 2 et Xbox et investit dans les jeux en ligne auxquels elle croit beaucoup. L'entreprise accroit ainsi ses effectifs à plus de 250 personnes. Elle renforce son équipe éditoriale, prend une participation dans l'éditeur de jeux de rôles MultiSim, l'éditeur de livre Mnémos et le studio de dessins animés TouTenKartoon. Elle investit dans la R&D, et lance la plate-forme K, un outil de production pour faciliter le développement de ses jeux.
En 2000, l'éditeur japonais Konami commercialise Nightmare Creatures II du développeur.
Parallèlement au développement de ses jeux originaux, la société souhaite renforcer son métier de prestataire et ouvre, en 1999, un studio de développement à Paris et, en 2000, fait l'acquisition d'un studio à Austin. Elle y réalise de nombreux jeux comme notamment Adibou et l'Ombre verte sur PlayStation pour Vivendi et Sony, NYR: New York Race pour la Gaumont et Wanadoo Edition, Jimmy Neutron et Sponge Bob sur PlayStation 2 et GameCube pour THQ.
La crise boursière du printemps 2000 ainsi que l'incapacité à se conformer à ses prévisions financières empêche la société de lever les fonds prévus et aller au bout des investissements sur ses productions originales. La société est contrainte de lourdement s'endetter.
Nicolas Gaume avait annoncé un chiffre d'affaires prévisionnel de 170 millions de francs pour l'année 2000, elle ne réalisera que 19 millions de francs avec 175 millions de francs de pertes. Le titre boursier s'écroule en 2001.
Handicapée par une forte croissance mal gérée, la société connait alors de grandes difficultés internes. La plate-forme K tarde à être utilisable et les productions originales de Kalisto prennent du retard.
En 2001, Kalisto mise sur les jeux en ligne pour faire face aux problèmes rencontrés par le secteur du jeu vidéo en France, mais ne convainc pas France Télécom de signer un contrat qui lui permettrait de sauver son bilan,. Mi 2001, Kalisto reçoit le secours du fonds d'investissement GEM (Global Emerging Market), mais la commission des opérations de bourse rejette ce plan de refinancement.
Malgré les apports de capitaux de Nicolas Gaume, la restructuration de la société, l'engagement d'Ubisoft sur Nightmare Creatures 3, de Tiscali sur ses jeux online sportifs ou les travaux avec NCsoft sur son jeu de rôle massivement multijoueurs Highlander, la société ne se remet pas de ses difficultés financières. Elle est finalement liquidée en 2002.

### Après la liquidation
En 2002, la COB a sanctionné Nicolas Gaume à hauteur de 300 000 euros pour avoir « communiqué au public des informations qui ne correspondaient pas à la situation financière réelle de la société », amende réduite par la cour d'appel de Paris en 2003 à une amende de 200 000 euros.
En juin 2002, 12 salariés rachètent les droits du jeu SuperFarm au liquidateur et créent la société Asobo Studio.
Dans une décision datée du mercredi 20 décembre 2006, le tribunal de commerce de Bordeaux a jugé, sur le plan pénal, qu'aucun des administrateurs de la société bordelaise Kalisto Entertainment, n'avait commis de faute de gestion et souligne la responsabilité des partenaires financiers dans la mort du développeur.
Une action civile lancée par des actionnaires auprès du Tribunal de Grande Instance est toujours en cours, le verdict devant être rendu en mars 2011.
La société a été radiée le 28 juillet 2016 après clôture pour insuffisance d'actif.

## Ludographie
Atreid Concept
- The Brainies (en), 1991
- Paragliding Simulation (en), 1991
- Cogito, 1992
- S.C.OUT (en), 1992
- Tiny Skweeks, 1992
- Fury of the Furries, 1993
- Breakline, 1994
- Pac-In-Time, 1994
- Savage Warriors (en), 1995

Mindscape Bordeaux
- Al Unser Jr. Arcade Racing, 1995

Kalisto Entertainment
- Dark Earth, 1997
- Nightmare Creatures, 1997
- Le Cinquième Élément, 1998
- Ultim@te Race Pro, 1998
- 4 Wheel Thunder, 2000
- Nightmare Creatures II, 2000
- Adibou et l'Ombre verte, 2001[15]
- Lucky Luke : La Fièvre de l'ouest, 2001
- NYR: New York Race, 2001
- Tinies Farter, 2001
- Castleween, 2002